# Marion
För andra betydelser, se Marion (olika betydelser).

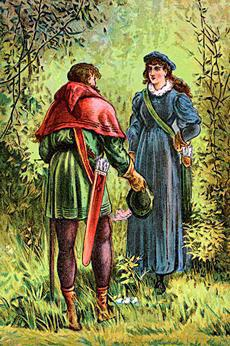
Robin Hood och Marion (affisch, cirka 1880)

Marion, eller Marian, Lady Marian Fitzwalter of Leaford, är Robin Hoods älskade i flera versioner av myten. Hon härstammar från en annan historia från medeltiden om en romans mellan Robin och herdinnan Marion. Figuren förflyttades till berättelsen om Robin Hood i slutet av 1400-talet.

## Skådespelare i urval
Några av de skådespelare som gestaltat Marion:
- Olivia de Havilland – Robin Hoods äventyr, amerikansk långfilm från 1938, i regi av Michael Curtiz och William Keighley.
- Monica Nordquist (svensk röst) – Robin Hood, amerikansk animerad film från Walt Disney Productions, i regi av Wolfgang Reitherman
- Audrey Hepburn – Robin Hood – äventyrens man, brittisk-amerikansk långfilm från 1976, i regi av Richard Lester.
- Mary Elizabeth Mastrantonio – Robin Hood: Prince of Thieves, amerikansk långfilm från 1991 i regi av Kevin Reynolds.
- Amy Yasbeck – Robin Hood – karlar i trikåer, amerikansk långfilm från 1993 i regi av Mel Brooks.
- Kate Moss – Blackadder: Back and Forth, brittisk kortfilm från 1999, där Blackadder och Baldrick reser tillbaka i tiden.
- Cate Blanchett – Robin Hood, brittisk-amerikansk långfilm från 2010 i regi av Ridley Scott.
- Eve Hewson – Robin Hood, amerikansk långfilm från 2018 i regi av Otto Bathurst.